# Otto van Veen
Otto van Veen, también conocido como Otto Venius o Octavius Vaenis (Leiden, c. 1556 – Bruselas, 6 de mayo de 1629) fue un pintor, dibujante  y humanista activo en Amberes y Bruselas a fines del siglo xvi y comienzos del xvii. 
Es conocido por dirigir un importante taller en Amberes del que salieron varios conocidos libros de emblemas, y por ser, desde 1594 o 1595 hasta 1598, el maestro de Peter Paul Rubens. Su papel como artista humanista y culto al modo clásico (un pictor doctus) influyó en el joven Rubens, que se serviría de este ejemplo.
Su presencia en colecciones españolas es relativamente escasa y se limita a dos obras que se le atribuyen en el Museo del Prado, en su origen puertas de un tríptico desmembrado con los Retratos de Juana Robles y Alonso de Idiáquez, duques de Città Reale (Nápoles) con santos, y una Última cena conservada en la Real Academia de Bellas Artes de San Fernando, en la que atrae la atención la disposición de los apóstoles en una mesa circular.